# Přemysl Stínavský

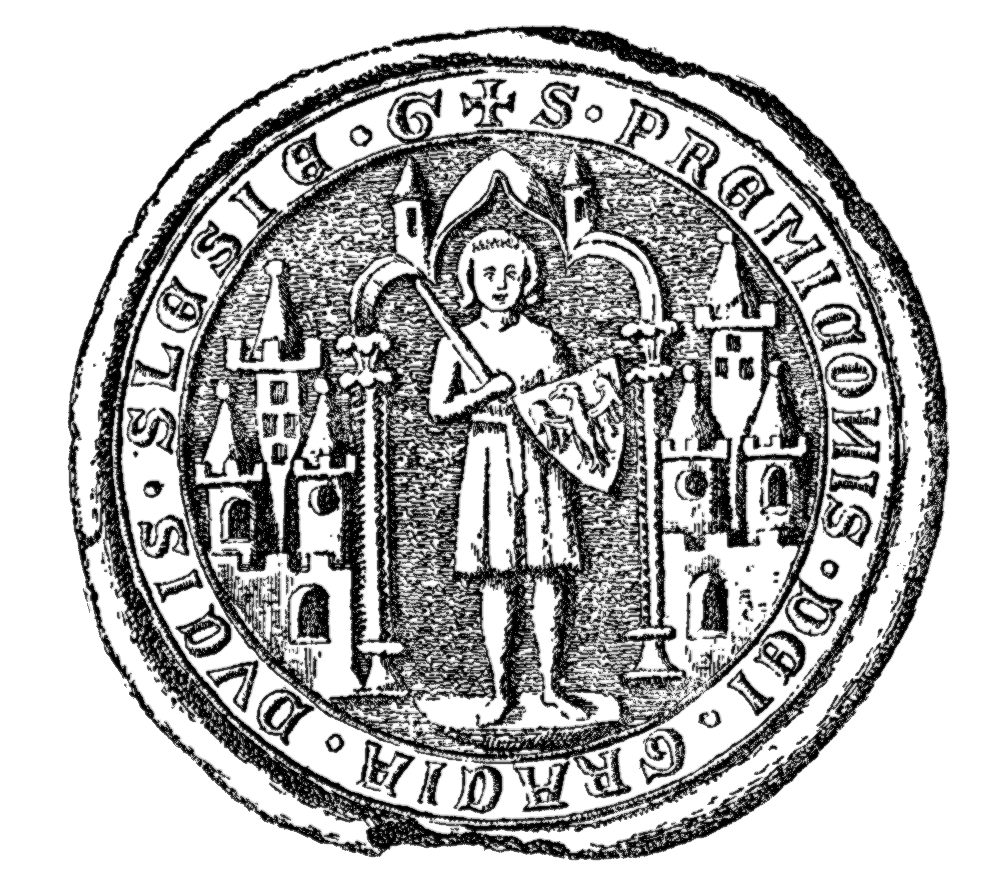
Přemyslova pečeť. V opisu PREMICONIS DEI GRACIA DUCIS SLESIE.

Přemysl Stínavský také zvaný Přemek († 1289) byl stínavský, šprotavský a zaháňský kníže pocházející z rozrodu slezských Piastovců.
Byl synem hlohovského knížete Konráda I. Po smrti otce roku 1273 či 1274 a dělbě dědictví s bratry Jindřichem a Konrádem získal Zaháňsko i se Šprotavskem. V roce 1284 si s bratrem Konrádem vyměnili své úděly a Přemysl se tak stal pánem Stínavska. V roce 1289 byl u Ševěře zabit na výpravě proti Krakovu a byl pohřben v cisterciáckém klášteře Lubuš.